# Mozirje
Mozirje est une commune située dans la région de la Basse-Styrie au nord de la Slovénie non loin de l'Autriche. 

## Géographie
La commune est localisée dans la région historique de la Basse-Styrie à intérieur du bassin hydrographique de la rivière Save, un affluent important du Danube. La commune se situe à l'est de la région montagneuse des Alpes Kamniques au nord de la Slovénie. La station de sports d'hiver de Golte est située à environ 1600 mètres d'altitude.

### Villages
Les localités qui composent la commune sont Brezje, Dobrovlje pri Mozirju, Lepa Njiva, Ljubija, Loke pri Mozirju, Mozirje, Radegunda et  Šmihel nad Mozirjem.

## Démographie
Entre 1999 et 2006, la population de la commune était supérieure à 6 000 habitants. Par la suite, une réorganisation du territoire de la commune a fait chuter la population à environ 4 000 habitants.
Évolution démographique
| 1999  | 2000  | 2001  | 2002  | 2003  | 2004  | 2005  | 2006  | 2007  |
| ----- | ----- | ----- | ----- | ----- | ----- | ----- | ----- | ----- |
| 6 197 | 6 202 | 6 273 | 6 317 | 6 371 | 6 381 | 6 356 | 6 394 | 4 095 |
| 2008  | 2009  | 2010  | 2011  | 2012  | 2013  | 2014  | 2015  | 2016  |
| 4 087 | 4 063 | 4 073 | 4 095 | 4 089 | 4 098 | 4 103 | 4 067 | 4 056 |
| 2017  | 2018  | 2019  | 2020  | 2021  |       |       |       |       |
| 4 038 | 4 092 | 4 106 | 4 150 | 4 244 |       |       |       |       |

## Tourisme
L'économie de la région est axée sur l'industrie du textile, sur la fabrication d'appareils electroménagers. La région accueille également de petites exploitations dans le secteur de l'agriculture. Le tourisme est aussi important pour l'économie de la région notamment avec les sports d'hiver.  La région ne connaît toutefois pas le tourisme de masse. La zone est également appréciée des spéléologues grâce à la présence de plusieurs grottes. 